# Кубок світу з біатлону 2017—2018 — етап 2
Другий етап Кубка світу з біатлону 2017—18 відбувався в Гохфільцені, Австрія, з 8  по 10 грудня 2017 року. До програми етапу було включено 6 гонок:  спринт, гонка переслідування та естафети у чоловіків та жінок.

## Чоловіки

### Призери
| Гонка:                 | Золото:                                                                                | Час                                                       | Срібло:                                                       | Час                                                       | Бронза:                                                                 | Час                                                       |
| Спринт 10 км           | Йоганнес Тінгнес Бо Норвегія                                                           | 24:18.4 (0+0)                                             | Мартен Фуркад Франція                                         | 24:30.5 (0+0)                                             | Яков Фак Словенія                                                       | 24:53.8 (0+0)                                             |
| Переслідування 12,5 км | Йоганнес Тінгнес Бо Норвегія                                                           | 36:41.1 (2+0+1+0)                                         | Яков Фак Словенія                                             | 37:39.9 (0+0+1+0)                                         | Мартен Фуркад Франція                                                   | 37:51. (1+0+1+3)                                          |
| Естафета 4 х 7,5 км    | Норвегія Уле-Ейнар Б'єрндален Генрік л'Аббе-Лунд Ерленд Б'єнтегор Ларс-Гегле Біркеланд | 1:21:21.8 (0+2) (0+0) (0+0) (0+3) (0+2) (0+1) (0+0) (0+1) | Німеччина Ерік Лессер Бенедикт Долль Арнд Пайффер Зімон Шемпп | 1:23:16.7 (0+0) (0+3) (0+0) (0+3) (0+2) (0+3) (0+3) (0+3) | Франція Жан-Гійом Беатрікс Сімон Детьє Емільєн Жаклен Кантен Фійон Майє | 1:23:55.8 (0+0) (2+3) (0+2) (0+2) (0+0) (0+3) (0+0) (1+3) |

## Жінки

### Призери
| Гонка:               | Золото:                                                                       | Час                                                       | Срібло:                                                          | Час                                           | Бронза:                                                        | Час                                                       |
| Спринт 7,5 км        | Дарія Домрачева Білорусь                                                      | 22:40.2 (0+0)                                             | Анастасія Кузьміна Словаччина                                    | 23:02.3 (1+0)                                 | Доротея Вірер Італія                                           | 23:10.8 (1+0)                                             |
| Переслідування 10 км | Анастасія Кузьміна Словаччина                                                 | 34:31.2 (1+0+0+0)                                         | Кайса Мякяряйнен Фінляндія                                       | 34:41.4 (1+0+0+1)                             | Дарія Домрачева Білорусь                                       | 34:43.0 (0+0+1+0)                                         |
| Етафета 4х6 км       | Німеччина Ванесса Гінц Франциска Гільдебранд Марен Гаммершмідт Лаура Дальмаєр | 1:14:36.4 (0+1) (0+1) (0+2) (0+2) (0+1) (0+0) (0+1) (0+1) | Україна Віта Семеренко Юлія Джима Валя Семеренко Олена Підгрушна | 1:15:21.3 (0+1) (0+0) (0+0) (0+0) (0+1) (0+1) | Франція Марі Дорен-Абер Селія Емоньє Жустін Бреза Анаїс Бескон | 1:15:40.9 (0+1) (2+3) (0+2) (0+2) (0+2) (0+1) (0+1) (0+1) |